# Miagrammopes indicus
Miagrammopes indicus är en spindelart som beskrevs av Benoy Krishna Tikader 1971. Miagrammopes indicus ingår i släktet Miagrammopes och familjen krusnätsspindlar. Inga underarter finns listade i Catalogue of Life.